# Carrozze FS tipo TEE
(David Campione, Le carrozze TEE e Gran Confort, in I treni, 25 (2004), n. 262, p. 10)
Le carrozze FS tipo TEE (Trans Europ Express) furono il risultato di uno studio commissionato nel 1967 dalle Ferrovie dello Stato (FS) alla FIAT - Sezione Materiale Ferroviario di Torino per sostituire sui treni Trans Europ Express affidati alle ferrovie italiane le automotrici TEE ALn 442/448 con convogli costituiti da locomotive e carrozze.
Le carrozze, ordinate nel 1969 e consegnate tra il 1971 e il 1973, vennero impiegate sulle relazioni TEE Lemano, Mediolanum e Ligure, ma non sul TEE Mont Cenis che venne soppresso il 30 settembre 1972.
Nel 1970-71 le FS ordinarono un'ulteriore serie di carrozze denominate Gran Confort, analoghe alle TEE ma compatibili esclusivamente con il sistema di elettrificazione a 3 kV in corrente continua, che furono destinate ai treni Trans Europ Express in servizio interno sulla rete ferroviaria italiana.
Nel 1984, con la trasformazione in InterCity del Mediolanum, ultimo Trans Europ Express in servizio internazionale espletato col materiale italiano, le carrozze TEE furono messe in composizione al TEE Adriatico in servizio interno tra Milano e Bari, col quale prestarono servizio fino al 1987.
Le carrozze TEE furono infine trasformate in Gran Confort tra il 1990 e il 1994.

## Genesi del progetto
Alla nascita delle prime relazioni Trans Europ Express la maggior parte dei collegamenti previsti non era ancora completamente elettrificata e il servizio venne affidato a treni automotori Diesel espressamente costruiti dalle amministrazioni ferroviarie che avevano aderito al raggruppamento TEE.
Le automotrici TEE ALn 442/448, messe in servizio dalle FS a partire dal 1957, dimostrarono però ben presto i loro limiti sulle rampe dei valichi del Brennero e del Sempione e già nel 1959 le Ferrovie Federali Svizzere (FFS), consapevoli di questo fatto, proposero alle Ferrovie dello Stato di unirsi a loro nell'acquisto degli elettrotreni TEE politensione RAe 1050 prodotti dalla Oerlikon, ma l'offerta non venne accolta. Tra le ragioni che spinsero le FS al rifiuto non fu estranea la considerazione che gli elettrotreni politensione avrebbero potuto essere utilizzati immediatamente solo sul TEE Lemano (Milano Centrale-Geneve Cornavin), mentre sui restanti TEE italiani gravavano pesanti incognite legate al lento avanzamento del programma di conversione in corrente continua a 3 kV delle linee ancora elettrificate col sistema trifase e alla mancanza dell'elettrificazione su importanti parti della rete TEE francese.
Negli anni seguenti, in vista della risoluzione dei suddetti problemi di elettrificazione, la sostituzione delle automotrici TEE venne ripresa in considerazione dalle FS con due proposte sviluppate dal proprio Servizio Materiale e Trazione che avevano come elemento comune la realizzazione di un convoglio a trazione elettrica che, al pari dell'elettrotreno svizzero, non richiedesse la sostituzione della motrice alle frontiere:
- la prima proposta prevedeva l'allestimento di un treno di materiale leggero composto da due automotrici elettriche ALe 601 e da una rimorchiata Le 480 modificata per accogliere le apparecchiature di conversione della corrente monofase a 15 kV 16⅔ Hz e 25 kV 50 Hz, la cucina e il bagagliaio. Il treno avrebbe avuto una capacità totale di 108 posti (54 su ogni ALe 601), una potenza continuativa di 1600 kW e una velocità massima di 160 km/h.[8]
- la seconda proposta prevedeva la realizzazione di un treno di materiale ordinario composto da quattro carrozze trainate da una locomotiva quadritensione (corrente continua a 1,5 kV e 3 kV e corrente monofase a 15 kV 16⅔ Hz e 25 kV} 50 Hz) con potenza continuativa di 1900 kW e velocità massima di 180 km/h, basata sulla meccanica della locomotiva Diesel D.443.[10][11]

La soluzione a materiale ordinario, che a parità di costi avrebbe offerto il 40% di posti in più, portò ad uno studio in cui vennero definiti, oltre alla locomotiva quadritensione, tre modelli di carrozze derivate dal tipo X, cioè una carrozza di prima classe a 54 posti, una carrozza di prima classe a 30 posti con bagagliaio, cabina radio e scompartimento dogana e una carrozza ristorante a 42 posti, di cui 12 prenotabili, con scompartimento per personale viaggiante, dispensa e cucina. Lo studio, completato nell'ottobre 1966, non ebbe però seguito.
L'accantonamento di questi progetti segnò di fatto la rinuncia da parte delle FS alla realizzazione di un mezzo politensione che avrebbe evitato perditempi per il cambio della locomotiva alla frontiera.
La soluzione definitiva arrivò nel 1967, quando le FS affidarono alla FIAT - Divisione Materiale Ferroviario di Torino lo studio di una nuova serie di carrozze ad elevato grado di confortevolezza, rispondenti alle norme internazionali stabilite dal raggruppamento TEE e in grado di viaggiare alla velocità di 200 km/h.
Nel 1969, a seguito dell'esito positivo degli studi, le FS ordinarono alla FIAT un gruppo di 28 carrozze TEE, suddivise come segue:
- 13 carrozze di prima classe a scompartimenti,
- 5 carrozze di prima classe a salone unico,
- 5 carrozze ristorante,
- 5 carrozze furgone.

La prima carrozza coi carrelli F.71 iniziò le corse di prova alla fine del 1970. Esse si svolsero sulle linee che a quel tempo ammettevano la velocità massima di 200 km/h: i tronchi Piacenza-Fidenza della Milano-Bologna e Pomezia-Latina della Direttissima Roma-Napoli.
Le consegne furono scaglionate tra il 1971 e il 1973.

## Caratteristiche generali
Come già accennato, i principali requisiti di progetto furono il raggiungimento di un elevato grado di confortevolezza, la rispondenza alle norme internazionali e la possibilità di viaggiare ad una velocità massima di 200 km/h.
Per garantire la massima confortevolezza di viaggio, i progettisti partirono dal presupposto di offrire al viaggiatore il maggior numero possibile di comodità, dandogli la possibilità di ammirare nel migliore dei modi il panorama e di far sì che non arrivasse a destinazione stanco. Venne dunque posta la massima cura nel realizzare un ambiente esteticamente piacevole, isolato termicamente e acusticamente dall'esterno, dotato di aria condizionata, di un efficiente impianto di illuminazione e di un sistema per la diffusione di musica e di annunci per i viaggiatori. Oltre alla comodità delle poltrone venne curata particolarmente la progettazione dei carrelli per garantire una marcia silenziosa e priva di vibrazioni. Non furono infine trascurati i particolari, come le tendine alla veneziana a comando elettrico incorporate tra i doppi vetri delle ampie finestre e gli armadi per riporre gli abiti dietro ai sedili delle carrozze a scompartimenti. Per aumentare ulteriormente il comfort di marcia venne adottata la soluzione del "pavimento flottante" ossia un collegamento non rigido di questo con la cassa riducendo così le vibrazioni provenienti dai carrelli o dall'esterno in genere.
Relativamente alla sicurezza, gli ingegneri della FIAT non si fermarono al rispetto rigoroso delle norme della scheda 567 dell'Union internationale des chemins de fer (UIC), tassativo affinché le carrozze potessero essere ammesse al servizio internazionale, ma si spinsero oltre, realizzando il progetto strutturale della cassa in modo che garantisse una maggior protezione dei passeggeri in caso di collisione rispetto a quanto richiesto. Le carrozze furono rese conformi al Regolamento Internazionale delle Carrozze (RIC), abilitate senza limitazioni all'imbarco in servizio normale sulle navi traghetto delle ferrovie italiane, tedesche (Deutsche Bundesbahn – DB), danesi (Danske Statsbaner – DSB) e svedesi (Statens Järnvägar – SJ) secondo la scheda 569 dell'UIC, e messe in grado di circolare accoppiate su curve di raggio minimo di 80 m.
La necessità di viaggiare sulle reti ferroviarie dell'Europa occidentale, elettrificate con quattro diversi sistemi di alimentazione, e l'elevata richiesta di energia elettrica da parte dei servizi delle carrozze (in particolare dalle apparecchiature di climatizzazione) richiedevano l'uso di convertitori politensioni non disponibili all'epoca con sufficienti livelli di potenza e di affidabilità. Fu dunque deciso di realizzare una centrale di conversione equipaggiata con gruppi rotanti alimentati dalla condotta del Riscaldamento Elettrico Carrozze (REC), installati a bordo di un apposito furgone generatore, e di distribuire l'energia alle singole vetture mediante una linea trifase a 660 V 50 Hz espressamente dedicata. Questa scelta, pressoché obbligata, permise un sensibile alleggerimento delle carrozze e sveltì le manovre di commutazione dell'alimentazione elettrica nelle stazioni di frontiera, ma rese indispensabile la presenza del furgone generatore nella composizione dei treni. La soluzione di installare un gruppo elettrogeno su una carrozza seguiva d'altra parte una prassi già adottata sul materiale TEE di altre amministrazioni, come ad esempio le carrozze in acciaio inossidabile DEV (Division des Études Voitures) tipo Mistral 1956 della SNCF, che divennero TEE nel 1965, le carrozze TEE tipo Talgo della RENFE del 1969 e le carrozze TEE tipo Grand Confort, sempre della SNCF, del 1970.

### Meccanica

#### Cassa
Il telaio della cassa era costituito dai due longheroni laterali, dalle traverse e dalla lamiera ondulata del pavimento. Alla struttura della cassa venne assegnato un ruolo particolare per la sicurezza dei viaggiatori, inserendo di fianco ai passaggi di intercomunicazione all'estremità delle testate una coppia di montanti, detti "antitelescopici", con il compito di contrastare la penetrazione di un veicolo all'interno dell'altro in caso di collisione.
La cassa venne dotata di intercomunicanti a guarnizioni cilindriche di gomma (in francese bourrelets) con porte a doppia anta scorrevole comandate elettricamente da pedane. Le porte per l'accesso dei viaggiatori, scorrevoli lungo la fiancata e dotate di un ampio gradino ribaltabile, venivano azionate da un sistema elettro-pneumatico. L'apertura era comandata localmente tramite una maniglia, previo teleconsenso da parte del capotreno. La chiusura simultanea delle porte dell'intero convoglio poteva essere comandata tramite un'apposita chiave da una qualsiasi di esse.
I finestrini erano a doppio vetro fisso con incorporata una tendina alla veneziana a comando elettrico. Le carrozze furono verniciate con la livrea TEE in rosso Bordeaux con una fascia color giallo sabbia in corrispondenza dei finestrini che riportava la scritta «TRANS EUROP EXPRESS» a caratteri rossi al di sopra degli stessi; l'imperiale era dipinto in grigio nebbia come il filetto mediano tra le fasce.
Sulle fiancate erano presenti custodie con chiusura a chiave dotate di retroilluminazione per l'esposizione dei cartelli di percorrenza, che svolgevano anche un ruolo di sicurezza impedendo il distacco accidentale del cartello alle alte velocità.

#### Carrelli
Il progetto del carrello F.71 (evoluzione del carrello sperimentale FIAT 7195 C) venne condotto con l'ausilio dell'elaboratore elettronico. I risultati del calcolo strutturale portarono ad una profonda revisione del concetto usato in precedenza, sostituito da un nuovo schema composto di un telaio a forma di H composto da due longheroni sagomati a doppio collo di cigno e privo delle traverse di testa. Il collegamento delle sale montate al telaio del carrello (sospensione primaria) e di questo al telaio della cassa (sospensione secondaria) fu realizzato per mezzo di elementi elastici comprendenti molle elicoidali e tasselli di gomma in grado di assicurare sia la sospensione verticale che trasversale e di permettere la rotazione tra cassa e carrello per deformazione elastica. I carrelli, privi di ralla e trave oscillante, sostenevano direttamente la cassa per mezzo di tasselli di gomma interposti tra questa e le molle della sospensione secondaria.
I carrelli furono dotati di frenatura mista con due dischi per ogni sala, coadiuvati da un ceppo pulitore per ciascuna ruota che, oltre alla funzione principale di mantenere pulita e calda la superficie di rotolamento, contribuiva con il 20% dell'azione frenante. Questo tipo di frenatura mista rimase un caso unico sulle carrozze delle FS, poiché l'evoluzione dei sistemi di antislittamento permise l'adozione della frenatura a dischi integrale sui successivi tipi di carrozze. I carrelli furono inoltre predisposti per il montaggio di una coppia di pattini per la frenatura elettromagnetica, che però non vennero mai applicati.
Il successo dei carrelli F.71 permise alla FIAT di affrontare vittoriosamente la concorrenza internazionale in occasione della gara indetta dall'Eurofima per le nuove carrozze unificate europee.

### Impianti

#### Impianto di frenatura
L'impianto di frenatura comprendeva il freno di servizio ad azionamento pneumatico, che agiva su tutti gli assi della carrozza, e il freno di stazionamento ad azionamento manuale, comandato da una coppia di volantini che agivano indipendentemente sui rispettivi carrelli.
L'aria compressa proveniente dalla condotta che correva lungo il convoglio veniva immagazzinata in un serbatoio principale che alimentava a pressione controllata due serbatoi ausiliari. Questi ultimi alimentavano contemporaneamente i cilindri pneumatici dei freni a disco e dei freni a ceppi per mezzo di un distributore che riceveva la pressione pilota dalla condotta generale del freno automatico, collegata al comando del freno della locomotiva e ai freni di emergenza della carrozza, e di un relais di alimentazione che permetteva il passaggio dell'aria a pressione variabile dai serbatoi ausiliari ai cilindri dei freni. L'impianto era completato da una coppia di elettrovalvole pilotate da una centralina elettronica che riceveva il segnale da quattro dinamo tachimetriche collegate ai rispettivi assi, che avevano lo scopo di ridurre l'azione frenante sugli eventuali assi bloccati.

#### Impianto di climatizzazione
L'impianto di climatizzazione tipo Marelli-Stone assicurava il riscaldamento invernale e la refrigerazione estiva della carrozza per mezzo di due unità condizionatrici posizionate sopra alle ritirate. Ciascuna unità comprendeva una serpentina di rame per la refrigerazione e un radiatore elettrico per il riscaldamento che venivano investiti da un flusso d'aria prodotto da una coppia di ventilatori centrifughi che, previa deumidificazione, veniva immessa in una canalizzazione di distribuzione che faceva capo a bocchette poste sul cielo della carrozza. Le serpentine di refrigerazione erano alimentate da un gruppo motocompressore e da un condensatore raffreddato da due elettroventilatori. Il radiatore elettrico per il riscaldamento era alimentato dalla linea aerea di contatto attraverso la condotta REC per mezzo di un selettore automatico di tensione; alla stessa linea facevano capo delle scaldiglie, sistemate sotto le poltrone in corrispondenza dei finestrini, ad integrazione del riscaldamento ad aria soffiata proveniente dal soffitto.

#### Impianto elettrico
Tutti i modelli delle carrozze TEE FS erano dotati di quattro condutture elettriche che facevano capo alla locomotiva o al furgone generatore:
- la condotta REC portava la corrente fornita dalla locomotiva ai convertitori rotanti installati a bordo del furgone generatore e, attraverso un selettore automatico di tensione, agli elementi radianti dell'impianto di riscaldamento delle singole carrozze;
- la condotta trifase a 660 V 50 Hz (detta "linea treno") portava la corrente prodotta dai gruppi rotanti del furgone generatore alle utenze delle singole carrozze;
- due condotte di servizio a bassa tensione portavano i segnali per l'impianto di diffusione sonora, i segnali di teleconsenso per l'apertura delle porte e ulteriori collegamenti elettrici.

Su ciascuna vettura un trasformatore trifase provvedeva all'abbassamento della tensione al valore standard di 380 V 50 Hz per l'alimentazione dei servizi di maggiore potenza, tensione che veniva poi portata agli altri valori richiesti dalle varie tipologie di utenze presenti a bordo. In particolare erano disponibili le tensioni di 220 V 50 Hz per l'impianto di condizionamento, di 32 V 50 Hz per il comando del temporizzatore piena-mezza luce e una tensione continua di 26 V per la ricarica delle batterie. Da queste ultime veniva infine ricavata per mezzo di un inverter la tensione alternata di 220 V 50 Hz, necessaria per l'alimentazione delle utenze che dovevano essere garantite anche in assenza della locomotiva, come ad esempio l'illuminazione delle carrozze e le prese per i rasoi e per gli asciugamani nelle toelette.

### Differenze dalle carrozze Gran Confort
Le carrozze Gran Confort, ordinate in un secondo tempo per il servizio interno sulla rete FS, erano sostanzialmente identiche alle TEE, ma non erano abilitate alla circolazione in servizio internazionale. Oltre ad essere contraddistinte da una diversa livrea esterna, caratterizzata dalla parte inferiore della cassa e dall'imperiale in grigio ardesia e da una fascia avorio antico con due filetti rosso segnali in corrispondenza dei finestrini, le Gran Confort differivano dalle TEE per l'impianto di alimentazione elettrica dei servizi ausiliari che, al posto della coppia di gruppi rotanti centralizzati sul furgone generatore, prevedeva l'installazione su ciascuna carrozza di un motoalternatore da 45 kVA alimentato a 3 kV in corrente continua direttamente dalla condotta del REC. Questo faceva sì che vi fosse una penalizzazione di massa di qualche tonnellata rispetto alle corrispondenti carrozze TEE, ma non rendeva più necessaria la presenza del furgone generatore.

## Caratteristiche dei singoli modelli
La famiglia delle carrozze TEE FS comprendeva due modelli di carrozza di prima classe, una carrozza ristorante e una carrozza furgone. Tutte le vetture, compreso il furgone, erano dotate di vestiboli di estremità accessibili dall'esterno su entrambi i lati con porte ad apertura servo-assistita e dall'intercomunicante con porte a comando automatico. Curiosamente, nonostante il successo raccolto dal materiale di altre amministrazioni del raggruppamento TEE, non venne prevista la realizzazione di una carrozza bar.

### Carrozza a scompartimenti

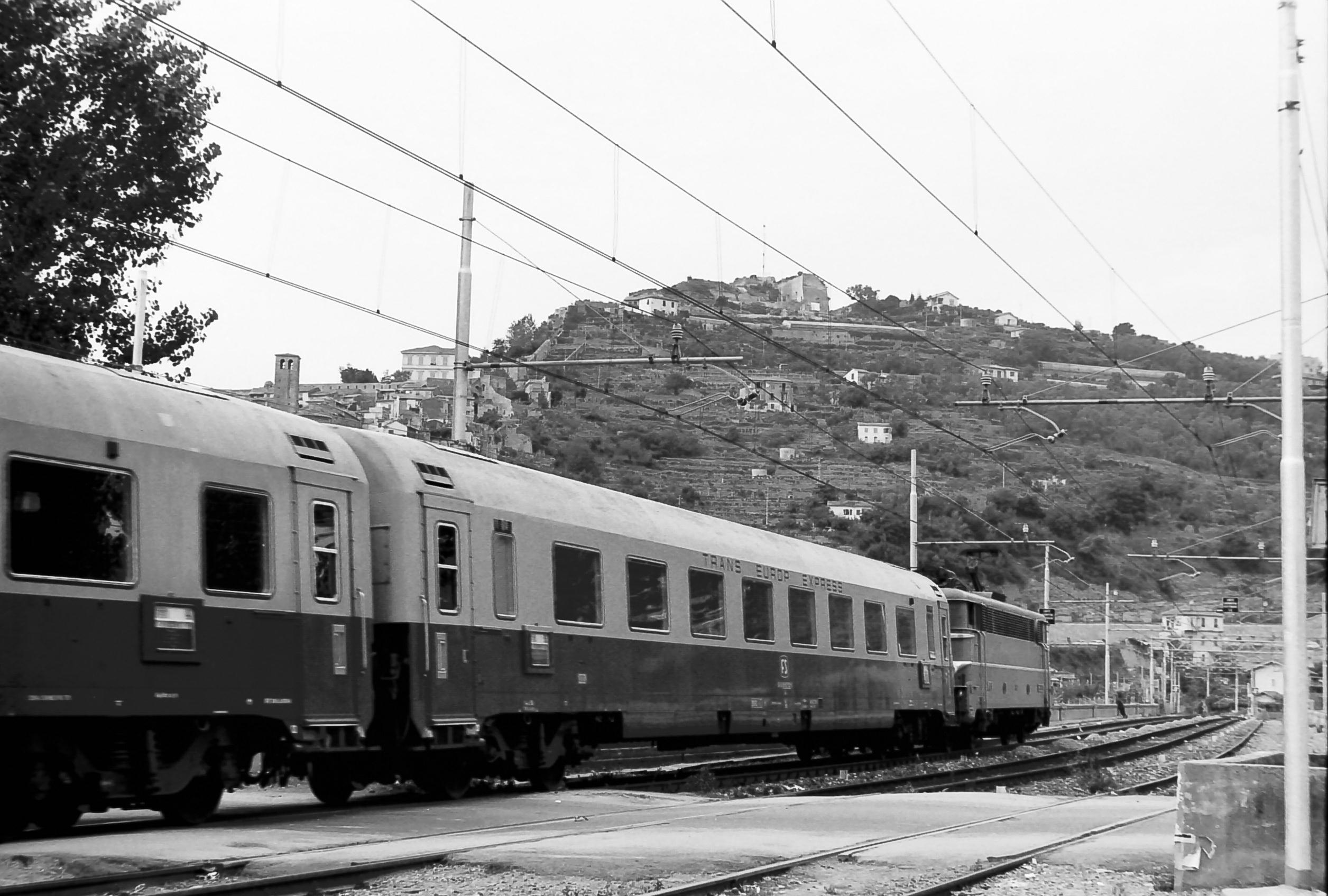
Carrozze tipo Az a scompartimenti in testa al treno TEE "Ligure" Milano-Avignone in partenza da Ventimiglia nel settembre 1975.

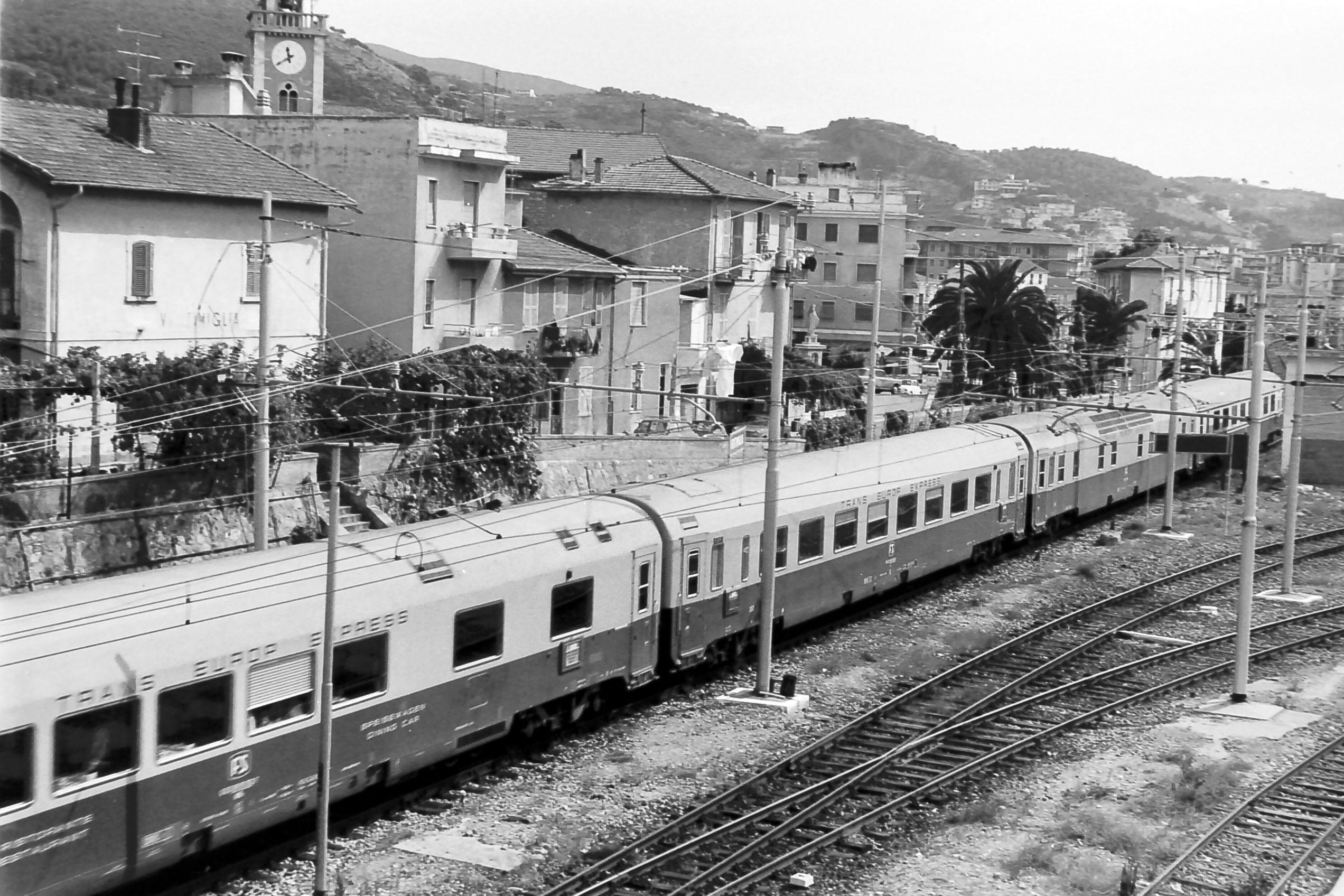
Carrozza ristorante tipo WRz, carrozza salone tipo Az e carrozza furgone tipo Dz in composizione al treno TEE "Ligure" Milano-Avignone in arrivo a Ventimiglia nel settembre 1975.

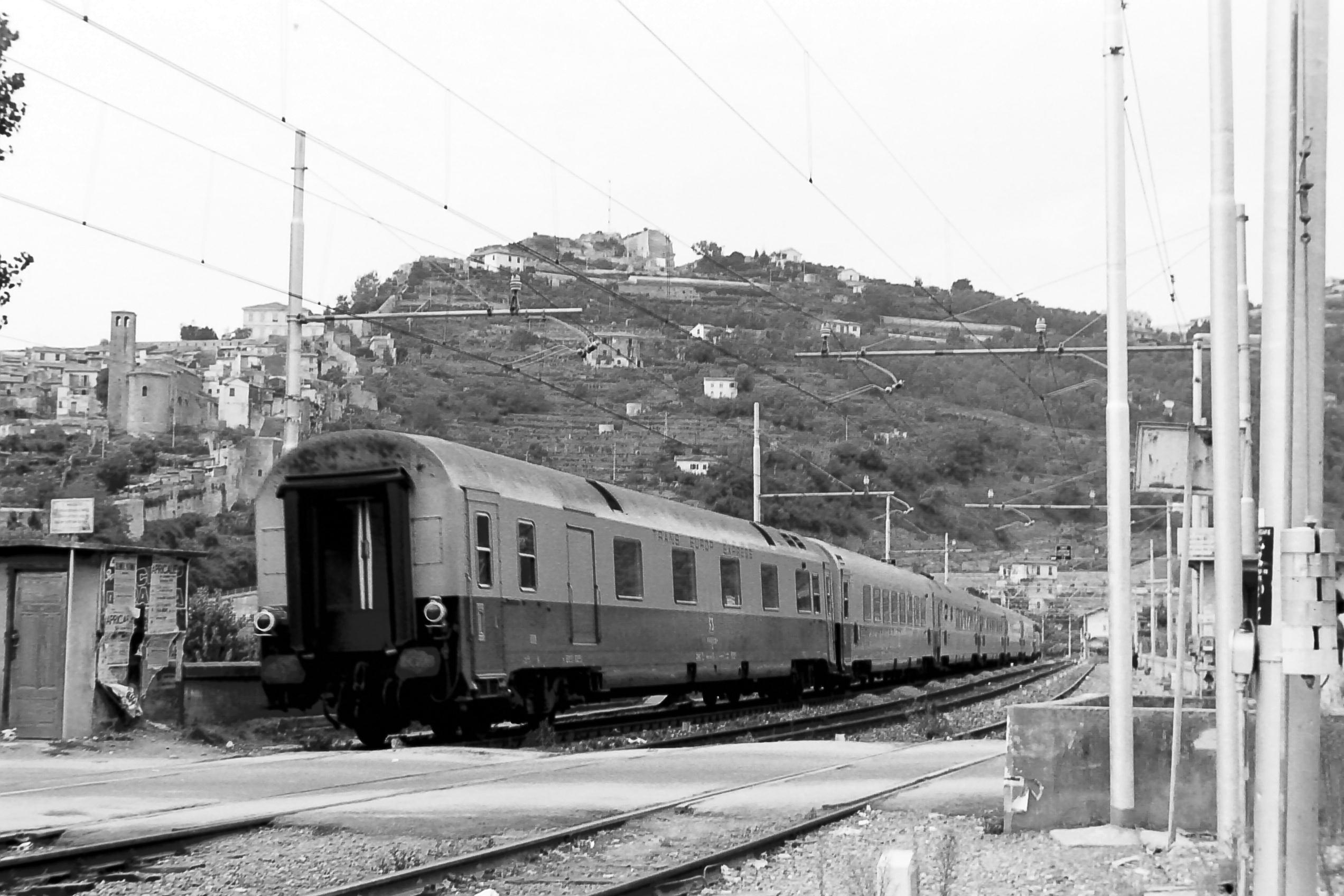
Carrozza furgone tipo Dz in coda al treno TEE "Ligure" Milano-Avignone in partenza da Ventimiglia nel settembre 1975.

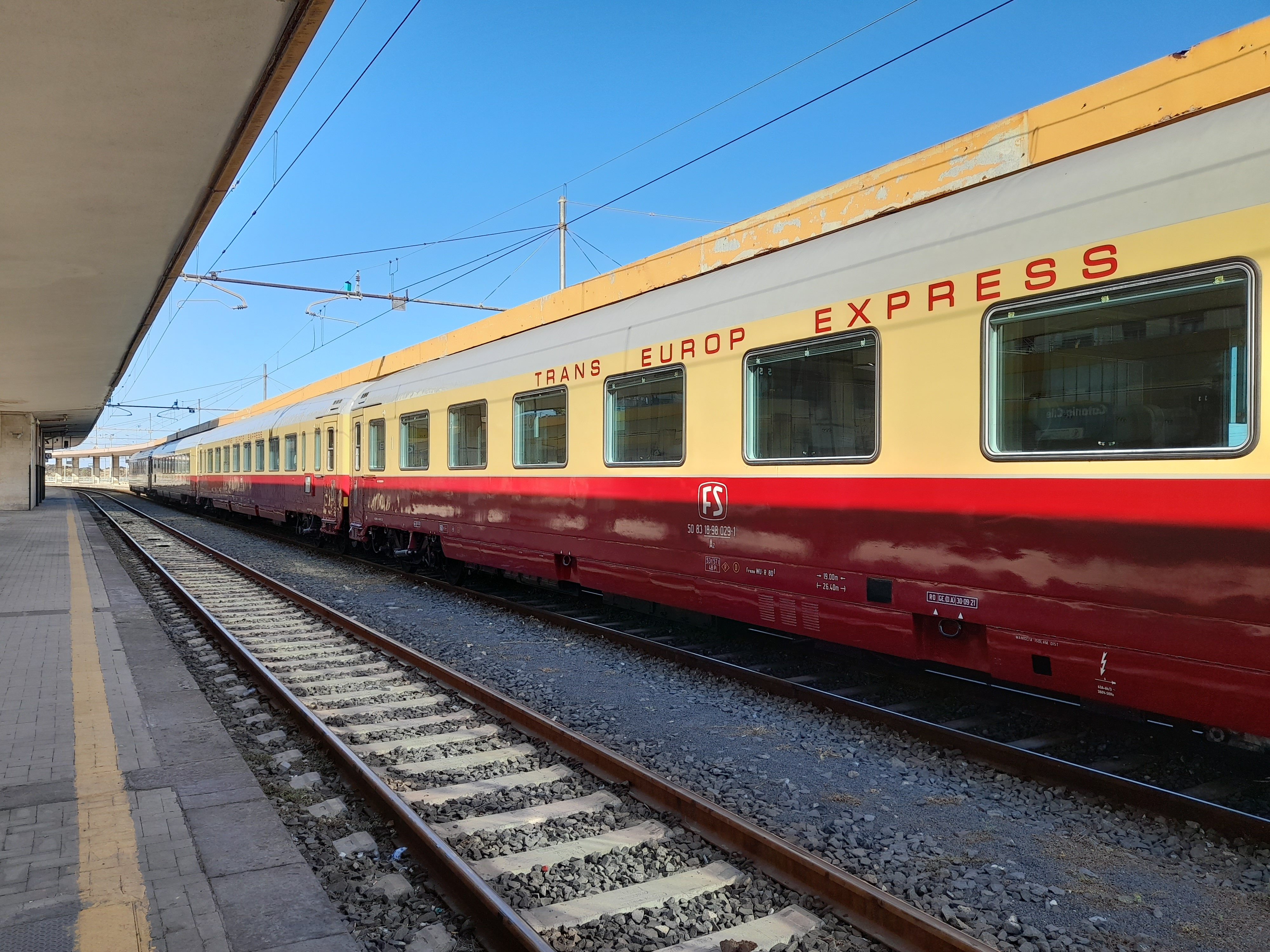
La carrozza "TEE" a scompartimenti, Az 50 83 18-98 029-1, in sosta alla stazione di Catania Centrale, 15 luglio 2022.

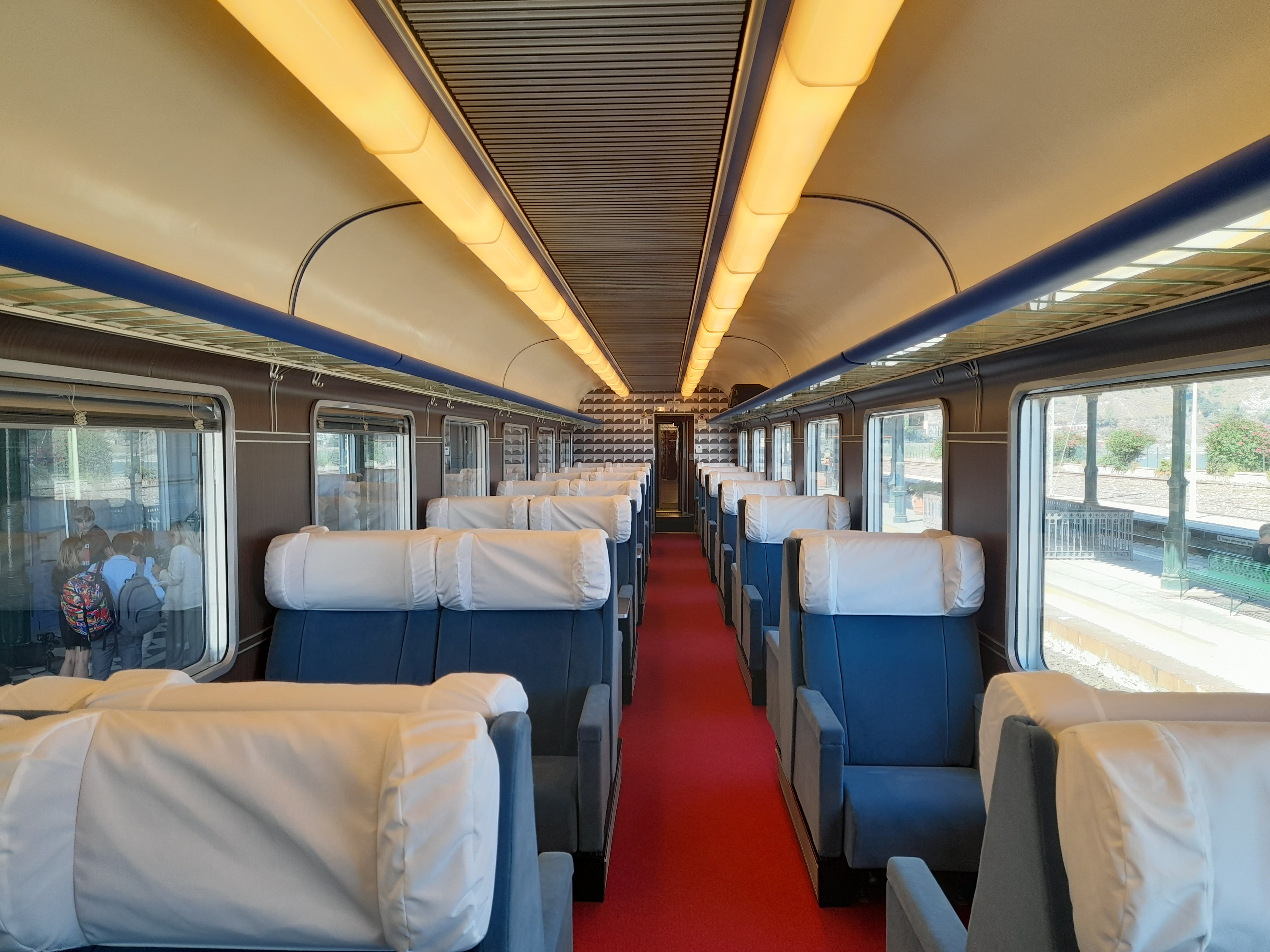
Gli interni della carrozza "TEE" a salone, Az 50 83 18-98 524-1, in sosta alla stazione di Taormina-Giardini Naxos, 15 luglio 2022.

Le carrozze a scompartimenti, costruite in tredici unità, ricevettero la numerazione UIC 61 83 18-90 900–912 Az.
Le vetture offrivano 48 posti a sedere sistemati in otto scompartimenti accessibili da un corridoio laterale largo 750 mm e comprendevano, nell'ordine, i seguenti ambienti:
- un vestibolo dotato di ampia ritirata da cui si accedeva al corridoio laterale per mezzo di una porta a vetri a battente ad apertura manuale;
- cinque scompartimenti "fumatori" con 30 posti complessivi;
- tre scompartimenti "non fumatori" con 18 posti complessivi;
- un vestibolo analogo al precedente.

Ciascuno scompartimento, diviso dal corridoio laterale da una parete di cristallo munita di porta scorrevole, era dotato di sei confortevoli poltrone con poggiatesta individuale e schienale girevole, dietro al quale si trovava un armadietto guardaroba. La parte inferiore delle bagagliere, disposte lateralmente sopra i sedili, era equipaggiata con faretti individuali per la lettura. L'illuminazione era realizzata con quattro tubi fluorescenti sistemati ai lati del padiglione, sul quale erano ricavate le aperture per la distribuzione dell'aria condizionata.
I sedili erano rivestiti in velluto azzurro di lana Mohair con foderine bianche ai poggiatesta.

### Carrozza salone
Le carrozze salone, costruite in cinque unità, ricevettero la classificazione UIC 61 83 18-90 950–954 Az.
Le vetture, realizzate per sussidiare la carrozza ristorante in caso di necessità e per favorire i gruppi, come ad esempio le comitive, che avevano l'esigenza di viaggiare nel medesimo ambiente, offrivano 48 posti a sedere sistemati in un salone lungo circa 18 m e comprendevano, nell'ordine, i seguenti ambienti:
- un ampio vestibolo con ritirata, toeletta e vano per bagagli leggeri da cui si accedeva al salone per mezzo di una porta a vetri scorrevole ad apertura manuale;
- un ambiente "non fumatori" con 18 posti complessivi, separati dal resto del salone da una parete divisoria in cristallo munita di porta a battente;
- un ambiente "fumatori" con 30 posti complessivi;
- un vestibolo analogo al precedente.

I posti a sedere erano sistemati trasversalmente su file di divani contrapposti a uno e due posti, separati dal corridoio intermedio. Ogni coppia di divani era dotata di tavolini amovibili, ricoverati in appositi vani sotto le finestre, che in caso di necessità consentivano di utilizzare la carrozza a sussidio di quella ristorante.
I sedili erano rivestiti in velluto azzurro di lana Mohair con foderine bianche ai poggiatesta.

### Carrozza ristorante
Le carrozze ristorante, costruite in cinque unità, ricevettero la classificazione UIC 61 83 88-90 900–904 Rz.

Una di queste, andata distrutta, fu sostituita dalla carrozza Gran Confort 50 83 88-98–011 Rz, che fu trasformata in TEE nel 1975 ricevendo la numerazione 61 83 88-90 905 Rz.
Le vetture, per il cui arredamento furono scelti materiali che garantivano confortevolezza e facilità di pulizia, comprendevano, nell'ordine, i seguenti ambienti:
- un vestibolo che immetteva nella sala da pranzo per mezzo di una porta di cristallo a comando automatico;
- una sala da pranzo con 41 posti con sedili individuali e 6 posti per il personale di servizio, disposti su due file a uno e due posti separate dal corridoio intermedio;
- un ambiente a corridoio laterale da cui si accedeva alla dispensa e alla cucina e sulla cui fiancata esterna era ricavato un portellone per il carico delle vettovaglie e dei rifornimenti per la cucina;
- un vestibolo con ritirata.

La cucina era dotata di fornelli elettrici e di lavabo con acqua calda e fredda. L'acqua per uso cucina era fornita da un serbatoio ausiliario da 100 litri posto sul cielo della cucina e da un boiler elettrico da 200 litri alimentati da un serbatoio da 1100 litri sistemato nel sottocassa, opportunamente coibentato e riscaldato per evitare il congelamento alle temperature estreme. Il frigorifero era alimentato a 380 V 50 Hz, con l'eccezione dei comparti destinati ai cibi deperibili che erano refrigerati con un secondo motocompressore alimentato in corrente continua a 24 V dalle batterie di bordo.
Verso la fine degli anni settanta i fornelli elettrici delle cucine, poco amati dal personale per la minore efficienza, vennero sostituiti con altri alimentati a gas liquido.
I sedili erano rivestiti inizialmente in tessuto arancione, poi sostituito da finta pelle.
Un esemplare di questo sottogruppo risulta inserito nell'asset storico della Fondazione FS Italiane. In sede di restauro ha subito il ripristino dell'originaria livrea TEE Rosso Bordeaux - Giallo Sabbia e ora è utilizzato in composizione a treni d'epoca.

### Carrozza furgone
Le carrozze furgone, costruite in cinque unità, ricevettero inizialmente le classificazioni UIC 61 83 95-90 900–902 Dz e 61 83 95-90 950–951 Dz, unificata a 61 83 95-90 900–904 Dz dopo l'installazione del secondo gruppo moto-alternatore anche sulle prime due unità.
La carrozze furgone erano dotate di un corridoio laterale liberamente percorribile dai viaggiatori, su cui si affacciavano diversi locali di servizio. Nell'ordine si incontravano i seguenti ambienti:
- un vestibolo privo di ritirata;
- un locale bagagli accessibile dal corridoio o per mezzo di due porte a saracinesca sulle fiancate esterne;
- una cabina telefonica a disposizione dei viaggiatori per le comunicazioni terra-treno;
- due sale macchine per i gruppi di conversione dell'energia elettrica proveniente dalla catenaria;
- uno scompartimento per il personale di dogana;
- uno scompartimento per il capotreno, equipaggiato con le apparecchiature per la diffusione sonora e i comandi per il teleconsenso all'apertura delle porte esterne;
- un vestibolo dotato di ritirata.

In ciascuna sala macchine era installato un gruppo moto-alternatore trifase della potenza di 240 kVA a 660 V 50 Hz, alimentabile dalla condotta del REC con ciascuna delle quattro tensioni derivate dalla catenaria delle diverse amministrazioni europee, cioè corrente alternata monofase a 1 kV 16⅔ Hz e a 1,5 kV 50 Hz e corrente continua a 1,5 kV e 3 kV. Per ciascuno di questi gruppi era stata preventivata inizialmente la possibilità di alimentare un convoglio fino sette carrozze oltre al furgone. In caso di treni ad elevata composizione, non essendo previsto il collegamento in parallelo degli alternatori, si rendeva necessario sistemare il furgone generatore a metà convoglio in modo che ciascuna sezione fosse alimentata in modo indipendente.
Le prime tre carrozze furgone, numerate progressivamente da 900 a 902, vennero realizzate con un solo gruppo motogeneratore, mentre le due successive, numerate 950 e 951, furono dotate di entrambi i gruppi. Tuttavia una serie abbastanza frequente di avarie mise presto in evidenza l'inadeguatezza della scelta iniziale di un solo motogeneratore per alimentare più di cinque carrozze, costringendo le FS a correre ai ripari. Nel 1977-78, sia per ragioni di affidabilità che di unificazione, fu installato il secondo generatore su tutte le carrozze furgone, che vennero raggruppate con i numeri di serie da 900 a 904 (curiosamente subirono la rinumerazione proprio le carrozze 950 e 951, dotate sin dall'origine del doppio generatore).

## L'esercizio sulla rete TEE

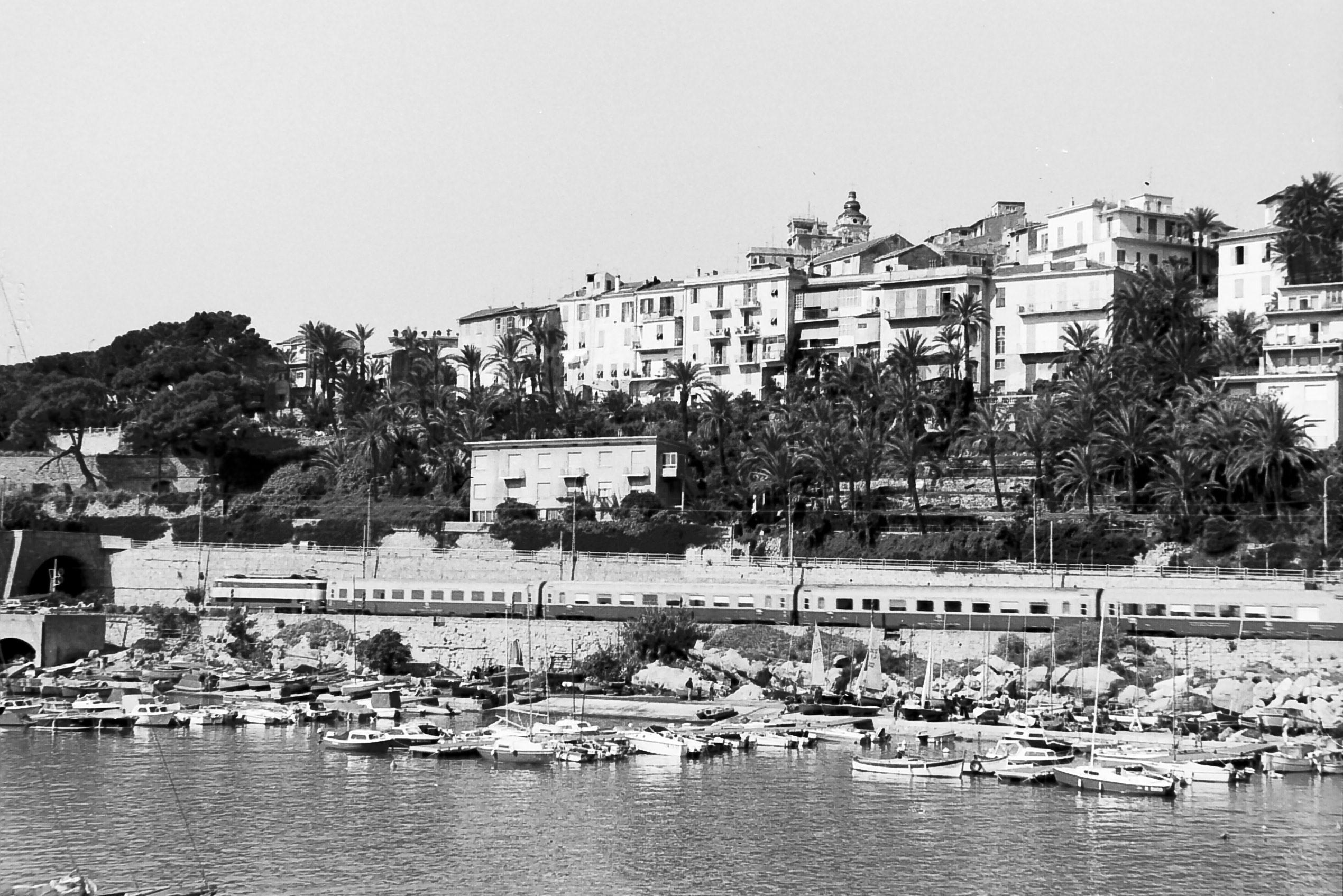
Il treno TEE "Ligure" Milano-Avignone in transito presso il porto di Bordighera nel settembre 1975.

Le prime carrozze furono consegnate alle FS nel primo semestre del 1972. Dopo un periodo iniziale di collaudi in linea per verificare l'influenza dei disturbi generati dalle apparecchiature di bordo sui circuiti telefonici e di segnalamento delle amministrazioni ferroviarie interessate, furono messe in servizio regolare il 28 maggio 1972 sul TEE Lemano tra Milano e Ginevra. A partire dalla seconda metà di agosto dello stesso anno, in occasione delle Olimpiadi di Monaco, l'uso delle vetture TEE FS fu esteso al TEE Mediolanum tra Milano e Monaco di Baviera. Con l'orario invernale 1972/73 le nuove carrozze furono infine adottate anche sul TEE Ligure tra Milano e Avignone. Non vennero invece impiegate sul TEE Mont Cenis tra Milano e Lione, anch'esso di competenza FS, che uscì dal raggruppamento TEE a partire dalla stessa data.
Nei periodi a normale affluenza i TEE sopra menzionati erano composti da un furgone generatore, una carrozza ristorante, una carrozza salone e due carrozze a scompartimenti. Nei periodi a forte affluenza i TEE Lemano e Mediolanum venivano rinforzati con una o due carrozze supplementari, mentre il Ligure era rinforzato con carrozze Gran Confort sul tratto italiano tra Milano e Ventimiglia.
Le carrozze TEE FS incontrarono già dai primi anni di servizio una buona accoglienza da parte del pubblico che apprezzò la comodità e confortevolezza di questo tipo di materiale che rappresentò l'ultima e più moderna generazione di carrozze del raggruppamento Trans Europ Express.
Verso la fine degli anni settanta del ventesimo secolo le politiche commerciali del trasporto ferroviario viaggiatori iniziarono ad evolversi verso un sistema in grado di fornire servizi con caratteristiche di elevata qualità e velocità ad una clientela più vasta. Queste nuove tendenze portarono le ferrovie francesi e tedesche ad istituire le prime relazioni Intercity in sostituzione dei corrispondenti TEE, mantenendone spesso il nome e la traccia oraria estendendo il servizio alla seconda classe. Questo processo si estese anche in Italia con la trasformazione in Intercity del Ligure e del Lemano, che svolsero la loro ultima corsa come TEE il 22 maggio 1982, seguiti due anni dopo, il 2 giugno 1984, dal Mediolanum, che fu l'ultimo TEE in servizio internazionale ad essere espletato con le carrozze FS.
Le carrozze TEE resesi disponibili a seguito delle suddette trasformazioni vennero impiegate dal 3 giugno 1984 sul TEE Adriatico in servizio interno tra Milano Centrale e Bari Centrale, che rimase in servizio come Trans Europ Express fino al 30 maggio 1987.

## La trasformazione in carrozze Gran Confort
Con la scomparsa dei treni di sola prima classe l'uso promiscuo delle carrozze TEE con quelle di seconda classe si rivelò ben presto troppo vincolante sia per la presenza obbligatoria del furgone generatore che per la complicazione causata dalla doppia linea di alimentazione sullo stesso convoglio, dove le carrozze TEE ricevevano l'energia elettrica dalla "linea treno" e le carrozze di seconda classe dalla condotta del REC. Per ovviare a questi inconvenienti venne deciso di trasformare le carrozze TEE in carrozze Gran Confort, modifica che comportò, oltre alla variazione della livrea esterna, l'adattamento dell'impianto elettrico con l'eliminazione della "linea treno" a 660 V e l'adozione su ciascuna carrozza di un convertitore statico da 45 kVA alimentato in corrente continua a 3000 V dalla condotta del REC.
Contestualmente alla trasformazione si provvide, come stava già avvenendo per le carrozze Gran Confort delle prime serie, a dotare le porte di un comando di chiusura autonoma attivato da un sensore tachimetrico e all'eliminazione del teleconsenso di apertura centralizzato sul bagagliaio, rendendo al contempo non più obbligatoria la presenza di questo veicolo, il cui impiego si stava già riducendo per il sempre minore utilizzo del trasporto bagagli.
Nei due anni immediatamente successivi alla scomparsa dei TEE (1987/89), queste carrozze vennero comunque utilizzate in composizione ad alcuni dei nuovi treni Intercity, in particolare sull'IC Tirreno che serviva la relazione Torino-Roma.
Tra il 1990 e il 1994 vennero trasformate tutte le carrozze a scompartimenti, che furono riclassificate 50 83 18-98 205–217 A.
Le carrozze salone, trasformate tra il 1992 e il 1994, furono invece riclassificate 50 83 18-98 614–618 A.
Le carrozze ristorante, trasformate a partire dall'inizio degli anni 1990 con l'eliminazione delle porte di salita sul lato opposto alla cucina come per le serie più recenti di Gran Confort, furono riclassificate 50 83 88-90 900–905 WR.
Nel 1995 venne decisa la conversione delle carrozze furgone, accantonate dopo la trasformazione del resto del parco ex TEE, in carrozze ristorante per conto della ditta Burghy; l'intervento prevedeva la suddivisione dell'ambiente interno in una zona bar, una zona servizi e un ambiente per le consumazioni, ma a seguito dell'acquisizione da parte di un'altra società di ristorazione l'operazione fu sospesa dopo la consegna del primo esemplare (ex 61 83 95-90 903 D), che rientrò in servizio nel 1997 come carrozza «Pizza Express» con la classificazione 61 83 88-90 999 WR. La vettura così trasformata, dopo una breve carriera in composizione a treni interregionali nel Nord Italia e successivamente presso la Divisione Charter di Trenitalia, è stata inserita nel parco rotabili d'epoca FS; ridipinta in livrea Bandiera, presta attualmente servizio con treni storici.
Tre dei restanti furgoni vennero demoliti nei primi anni 1990, mentre il 901 risultava accantonato in attesa di demolizione il 1º luglio 1994.